# Ulf Berggren
Ulf Gustaf Wilhelm Berggren, född 28 maj 1945 i Solna församling, är en filmregissör, regiassistent och filmdistributör.
Berggren grundade 1973 tillsammans med Stefan Jarl föreningen Folkets Bio. Han står bakom filmdistributionsbolaget Polfilm och drev biografen Fågel Blå i Stockholm. Mellan juni 2005 och mars 2019 drev han Scala Bio i Båstad.
Han var redaktör och ansvarig utgivare för filmtidskriften Victor, som utkom 1999–2009.